# Поль, Отто
Отто Поль (28 марта 1872, Прага, Цислейтания — 10 мая 1940, Везон-ла-Ромен) — австрийский социалист, посол Первой австрийской республики в СССР (1924—1927).

## Биография
Национальное происхождение Поля неизвестно. Родился в 1872 году в Праге в семье богатого банкира. Изучал право и политологию в Немецком университете в Праге в те годы, когда Карлов университет был разделён на два — немецкий и чешский. Закончил университет со степенью доктора права. Рано стал членом австрийской Социал-демократической партии и сблизился с Виктором Адлером.
С 1895 года был пражским корреспондентом газеты Виктора Адлера «Arbeiter-Zeitung» («Рабочей газеты»). С 1898 по 1918 год работал редактором той же газеты в Вене. С 1900 года был женат на суфражистке Лотте Глас. В этом браке родилась одна дочь. В дальнейшем пара рассталась. 
Когда в Австрии была провозглашена республика, Отто Поль в 1918—20 годах возглавлял отдел по связям с общественностью Государственного департамента (министерства иностранных дел) Австрии, первым руководителем которого недолгое время (до своей смерти в ноябре 1918 года) был Виктор Адлер. В начале 1920-х годов Отто Поль возглавлял Комиссию по репатриации военнопленных (в первую очередь, из России) а в 1924 году был направлен послом в Россию, причём желание, чтоб именно Отто Поль был назначен послом, высказал В. И. Ленин, многим обязанный его прежнему многолетнему шефу В. Адлеру. 
Послом в СССР Отто Поль оставался в 1924—1927 годах. Когда в 1927 году политический курс Австрии стал более правым, он был вынужден уйти в отставку. При отставке, тем не менее, был награждён Почётным знаком «За заслуги перед Австрийской Республикой» (в том же году). Вернувшись в Австрию, Отто Поль продолжал оставаться сторонником большевиков и в 1929—1934 годах издавал в Вене СМИ под названием «Moskauer Rundschau» («Московское обозрение»).
В 1934 году покинул Австрию и в конечном итоге прибыл в Париж, где сотрудничал в немецкоязычной парижской газете «Pariser Tageblatt» Владимира Абрамовича Полякова. 
В 1940 году, после оккупации немцами севера Франции, вместе со своей гражданской женой Маргарет Шварц бежал на юг страны, где оба покончили жизнь самоубийством. Его дочь от Лотты Глас, художница Анна Поль в 1941 году умерла в Тулузе. Сама Лота Глас в 1944 году скончалась в изгнании в Цюрихе.